# Raiffeisenbank im Breisgau
Die Raiffeisenbank im Breisgau eG ist eine deutsche Genossenschaftsbank mit Sitz in der baden-württembergischen Gemeinde Gundelfingen im Landkreis Breisgau-Hochschwarzwald.  

## Geschichte
Die heutige Raiffeisenbank im Breisgau eG wurde am 6. Februar 1903 in Gundelfingen gegründet und hatte damals 38 Mitglieder. Die Vorstände im Gründungsjahr waren Georg Binninger, Christian Binninger und Christian Baumann. Anfangs wuchs die Bank sehr langsam, so dass sie 1959 erst 121 Mitglieder und eine Bilanzsumme von 340.000 DM hatte. Danach wuchs sie deutlich und schloss das Jahr 1978 bei einer Mitgliederzahl von 2.930 und einer Bilanzsumme von 62 Mio. DM ab. Im Jahre 2001 erreichte die Mitgliederzahl 6.507 und die Bilanzsumme 410 Mio. DM, dieses stabilisierte sich bis 2010 bei 6.950 Mitgliedern und einer Bilanzsumme von 233 Mio. €.
Im Jahr 1965 fusionierte die damalige Raiffeisenbank Gundelfingen eGmbH mit der Raiffeisenkasse eGmbH Vörstetten bei Emmendingen mit dem Sitz in Vörstetten, sowie im Jahr 1970 mit der Raiffeisenbank Glottertal eGmbH mit dem Sitz in Glottertal und der Raiffeisenkasse eGmbH Reute bei Emmendingen mit dem Sitz in Reute zur Raiffeisenbank eGmbH Gundelfingen. Letztmals erfolgte im Jahr 1971 eine Bankenfusion mit der Raiffeisenkasse eGmbH Holzhausen mit dem Sitz in Holzhausen. Anschließend folgten noch Fusionen mit angrenzenden Waren-Genossenschaften. Mit Eintragung vom 5. Juli 2019 erhielt die Bank ihren heutigen Namen.

## Rechtsverhältnisse
Die Raiffeisenbank im Breisgau eG ist im Genossenschaftsregister beim Amtsgericht Freiburg unter GnR 5 eingetragen.

## Organisationsstruktur
Rechtsgrundlagen sind das Genossenschaftsgesetz und die durch die Vertreterversammlung beschlossene Satzung. Organe der Bank sind der Vorstand, der Aufsichtsrat und die Vertreterversammlung.

## Sicherungseinrichtung
Die Raiffeisenbank im Breisgau eG ist der amtlich anerkannten Sicherungseinrichtung des Bundesverbandes der Deutschen Volksbanken und Raiffeisenbanken GmbH und der zusätzlichen freiwilligen Sicherungseinrichtung des Bundesverbandes der Deutschen Volksbanken und Raiffeisenbanken e.V. angeschlossen.

## Geschäftsausrichtung
Die Raiffeisenbank im Breisgau eG betreibt das Universalbankgeschäft. Im Verbundgeschäft arbeitet sie mit der DZ Bank, R+V Versicherung, Bausparkasse Schwäbisch Hall, Teambank, VR Leasing, Münchener Hypothekenbank, DZ Hyp und der Union Investment zusammen. 

## Geschäftsgebiet
Das Geschäftsgebiet liegt im Norden des Landkreises Breisgau-Hochschwarzwald nördlich der Kreisstadt Freiburg im Breisgau sowie im Süden des Landkreises Emmendingen. Das Einzugsgebiet liegt zwischen den Städten Freiburg und Emmendingen, Glottertal sowie im Kaiserstuhl.
An diesen Orten betreibt die Bank Filialen:
- Gundelfingen (Hauptstelle, jur. Sitz)
- Glottertal (Geschäftsstelle)
- Reute (Geschäftsstelle)
- Königschaffhausen (Geschäftsstelle)
- Sasbach am Kaiserstuhl (Geschäftsstelle)
- Holzhausen (Geschäftsstelle)

## Gesellschaftliches Engagement
Als regionale Bank investiert sie das Geld aus der Region auch wieder in Projekte in der Region